# فياتشيسلاف ليميشيف
فياتشيسلاف ليميشيف (بالروسية: Вячеслав Иванович Лемешев)‏ (3 أبريل 1952 – 27 يناير 1996) هو ملاكم من الاتحاد السوفيتي راحل، مثّل بلاده في الألعاب الأولمبية الصيفية 1972.

## روابط خارجية
فياتشيسلاف ليميشيف على موقع اللجنة الأولمبية الدولية (الإنجليزية)
- فياتشيسلاف ليميشيف على موقع أوليمبيديا (الإنجليزية)